# Uggiate-Trevano

Das ehemaliges Gemeindegebiet von Uggiate-Trevano in der Provinz Como

Uggiate-Trevano (lombardisch Ügiaa e Trèvan) ist eine ehemalige italienische Gemeinde (comune) in der Provinz Como, Region Lombardei. Ende 2022 zählte sie 5037 Einwohner.

## Geographie
Die Gemeinde lag etwa 10 Kilometer westnordwestlich von Como unmittelbar an der Grenze zur Schweiz und umfasste die Fraktionen Canova, Romazzana, Trevano und Mulini. Im ehemaligen, 5,8 km² großen Gemeindegebiet entspringt die Lura, die östliche Gemeindegrenze bildet die Faloppia.
Die Nachbargemeinden waren am Norden Novazzano (CH-TI), am Osten Colverde, am Süden Albiolo, am Westen Bizzarone, Faloppio, Ronago und Valmorea.

## Geschichte

Ehemaliges Gemeindewappen

748 und 852 werden die Dörfer Uggiate (als Oglate) und Trevano (als Trebano) erstmals urkundlich erwähnt. Vom Alter der Gemeinde zeugt auch noch die romanische Apsis der Kirche San Michele in Trevano. Am 1. Januar 2024 schloss sich die Gemeinde Uggiate-Trevano mit der Gemeinde Ronago zur neuen Gemeinde Uggiate con Ronago zusammen.

## Gemeindepartnerschaften
- Adelsdorf, Bayern (Mittelfranken)

## Sehenswürdigkeiten
- Pfarrkirche Santi Pietro e Paolo (18. Jahrhundert)[2]
- Kirche San Giuseppe (1688) in der Fraktion Somazzo[3]
- Kirche San Michele (1541)[4]
- Palazzo Parravicini (16. Jahrhundert)[5]
- Cascina Canova (14. Jahrhundert)
- Zollübergang Pignora
- Park Sorgenti del Lura

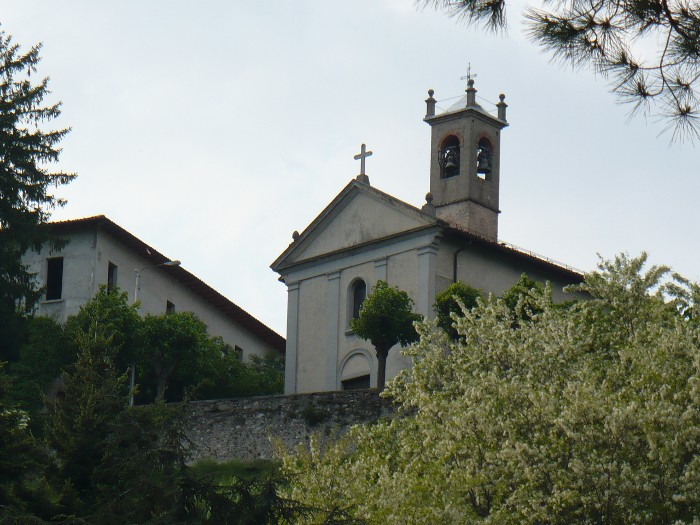
Kirche San Michele in Trevano
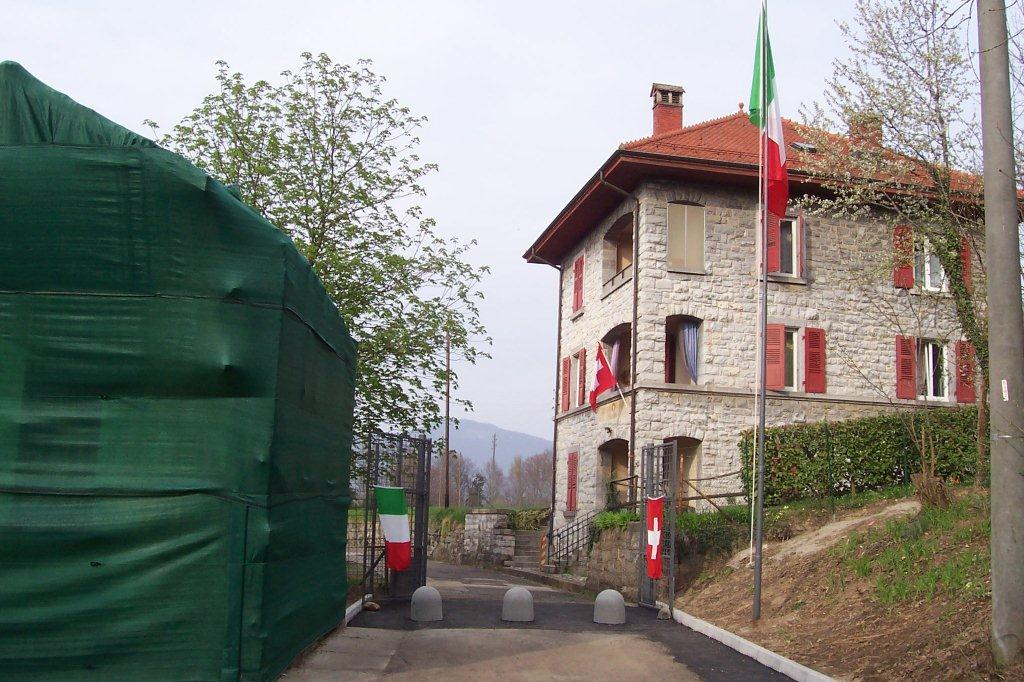
Grenzübergang Pignora
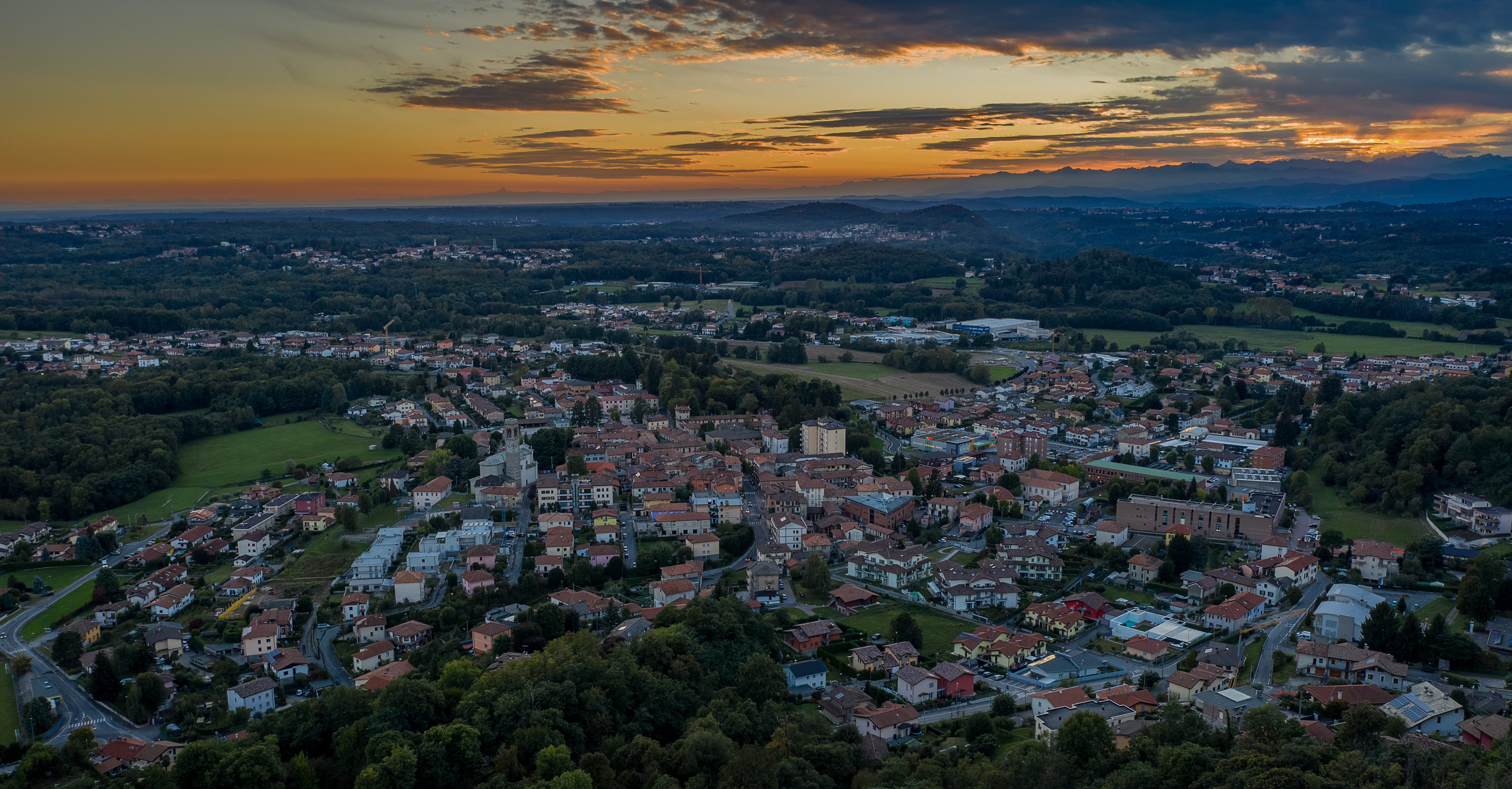
Uggiate
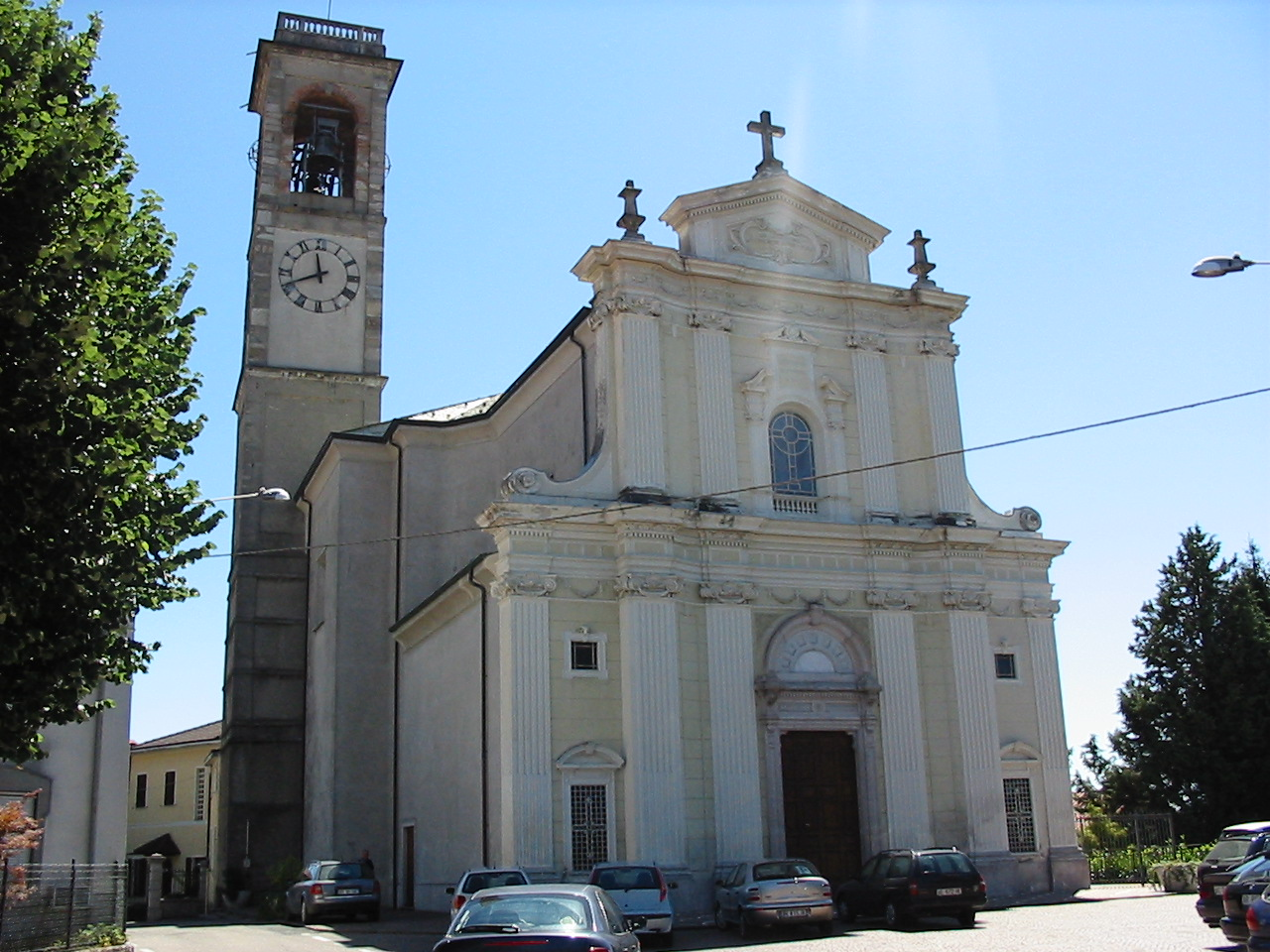
Kirche Santi Pietro e Paolo
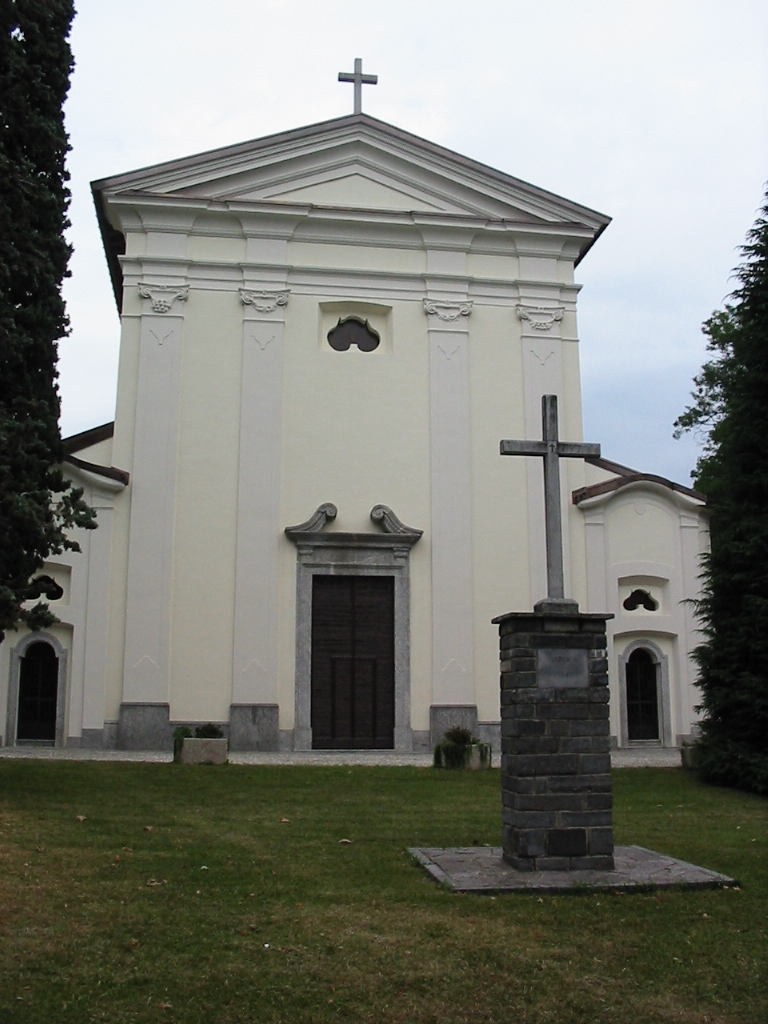
Kirche San Giuseppe in Somazzo